# Église Saint-Éloi d'Iffendic
L'église Saint-Éloi est une église située à Iffendic, en France.

## Localisation
L'église est située sur la commune d'Iffendic, dans le département d'Ille-et-Vilaine.

## Historique
Le monument est inscrit au titre des monuments historiques par arrêté du 11 juin 1926.